# Siêu thần
Siêu thần là một thuật ngữ do nhà triết học Paul Tillich và nhà nghiên cứu Ấn Độ Heinrich Zimmer sử dụng để chỉ một hệ tư tưởng hay triết học tôn giáo vượt qua khái niệm hữu thần, và do đó không phải là hữu thần và cũng không phải là vô thần.
Thuật ngữ này lần đầu được sử dụng cho hệ thống thần học của đạo Jain. Theo một nghĩa hẹp thì đạo Jain có hơi hướng hữu thần khi cho rằng thần thánh tồn tại nhưng không vượt qua được sự giải thoát (tức là thần thánh chưa phải là giới hạn cuối cùng của sự phát triển tinh thần).
Thuật ngữ này cũng được dùng trong đạo Phật, trường phái Advaita Vedanta và phong trào Bhakti.